# Nikolaus af Holsten
Greve Nikolaus (Klaus) af Holsten (født omkring 1321, død 8. maj 1397) begravet i Itzehoe, greve af Holsten-Rendsborg 1390-1397. Søn af Gerhard 3. af Holsten og Sophie af Werle.

## Familie
Nikolaus giftede sig i 1354 med Elisabeth af Braunschweig-Lüneburg (død 1384). Parret fik kun en datter:
1. Elisabeth af Holsten (død 1416), gift 1. med hertug Albrecht 4. af Mecklenburg (død 1388), gift 2. med hertug Erik 5. af Sachsen-Lauenborg (død 1436)